# Ferney-Voltaire
Ferney-Voltaire là một xã ở tỉnh Ain, vùng Auvergne-Rhône-Alpes thuộc miền đông nước Pháp.